# Richard Down

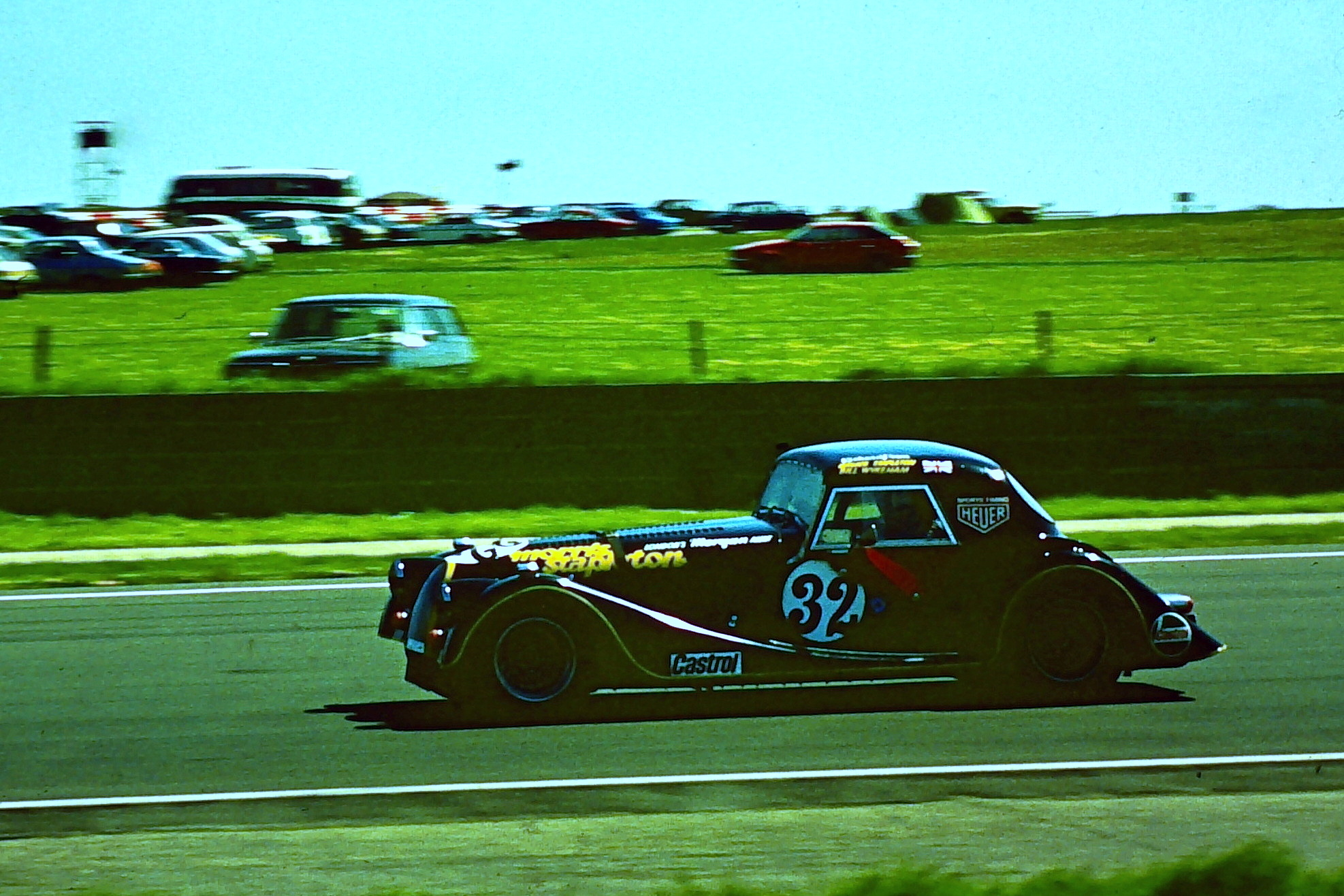
Der von Richard Down beim 6-Stunden-Rennen von Silverstone 1980 gefahrene Morgan Plus 8

Richard Charles Alistair Down (* 12. September 1948 in Marylebone) ist ein ehemaliger britischer Autorennfahrer.

## Karriere als Rennfahrer
Richard Down war in den 1970er- und 1980er-Jahren als Touren- und Sportwagenpilot aktiv. Viermal bestritt er das 24-Stunden-Rennen von Le Mans. 1977 gab er sein Debüt und wurde mit seinen Partnern Ian Harrower, Martin Birrane und Ernst Berg auf einem Lola T290/4S mangels ausreichend gefahrener Runden nicht klassiert. Seine einzige Zielankunft erreichte er 1980, als er gemeinsam mit Steve O’Rourke und Simon Phillips im Ferrari 512 BB LM als 23. der Gesamtwertung ins Ziel kam.

## Statistik

### Le-Mans-Ergebnisse
| Jahr | Team                       | Fahrzeug          | Teamkollege    | Teamkollege    | Teamkollege  | Platzierung     | Ausfallgrund        |
| ---- | -------------------------- | ----------------- | -------------- | -------------- | ------------ | --------------- | ------------------- |
| 1977 | Dorset Racing Associates   | Lola T290/4S      | Ian Harrower   | Martin Birrane | Ernst Berg   | nicht klassiert |                     |
| 1978 | Dorset Racing Organisation | Lola T294S        | Bob Evans      | Martin Birrane | Richard Bond | Ausfall         | gebrochenes Chassis |
| 1980 | EMKA Productions           | Ferrari 512 BB LM | Steve O’Rourke | Simon Phillips |              | Rang 23         |                     |
| 1982 | Emka Productions           | BMW M1            | Steve O’Rourke | Nick Mason     |              | Ausfall         | kein Öldruck        |

### Einzelergebnisse in der Sportwagen-Weltmeisterschaft
| Saison | Team                             | Rennwagen                    | 1   | 2   | 3   | 4   | 5   | 6   | 7   | 8   | 9   | 10  | 11  | 12  | 13  | 14  | 15  | 16  |
| ------ | -------------------------------- | ---------------------------- | --- | --- | --- | --- | --- | --- | --- | --- | --- | --- | --- | --- | --- | --- | --- | --- |
| 1976   | Ibec Racing                      | Lola T294                    | MUG | VAL | NÜR | MON | SIL | IMO | NÜR | ZEL | PER | WAT | MOS | DIJ | DIJ | SAL |     |     |
| 1976   | Ibec Racing                      | Lola T294                    | 14  |     |     |     |     |     |     |     |     |     |     |     |     |     |     |     |
| 1978   | Dorset Racing                    | Lola T294                    | DAY | SEB | MUG | TAL | DIJ | SIL | NÜR | LEM | MIS | DAY | WAT | VAL | ROD |     |     |     |
| 1978   | Dorset Racing                    | Lola T294                    |     |     |     |     | DNF |     |     |     |     |     |     |     |     |     |     |     |
| 1980   | Morris Stapleton Emka Production | Morgan Plus 8 Ferrari 512 BB | DAY | BRH | SEB | MUG | MON | RIV | SIL | NÜR | LEM | DAY | WAT | SPA | MOS | ROA | VAL | DIJ |
| 1980   | Morris Stapleton Emka Production | Morgan Plus 8 Ferrari 512 BB |     |     |     |     |     |     | DNF |     | DNF |     |     |     |     |     |     |     |
| 1981   | Morris Stapleton                 | Morgan Plus 8                | DAY | SEB | MUG | MON | RIV | SIL | NÜR | LEM | PER | DAY | WAT | SPA | MOS | ROA | BRH |     |
| 1981   | Morris Stapleton                 | Morgan Plus 8                |     |     | 15  |     |     |     |     |     |     |     |     |     |     |     |     |     |
| 1982   | Emka Productions                 | BMW M1                       | MON | SIL | NÜR | LEM | SPA | MUG | FUJ | BRH |     |     |     |     |     |     |     |     |
| 1982   | Emka Productions                 | BMW M1                       | DNF |     |     |     |     |     |     |     |     |     |     |     |     |     |     |     |
| 1984   | Lyncar Motorsport                | Lyncar MS83                  | MON | SIL | LEM | NÜR | BRH | MOS | SPA | IMO | FUJ | KYA | SAN |     |     |     |     |     |
| 1984   | Lyncar Motorsport                | Lyncar MS83                  | DNF |     |     |     |     |     |     |     |     |     |     |     |     |     |     |     |